# Ян-гуйфэй
Ян-гуйфэй (кит. трад. 楊玉環, упр. 杨玉环, пиньинь Yáng Yùhuán; 26 июня 719 — 15 июля 756; Ян — китайский фамильный знак, буквально «тополь», гуйфэй — титул императорской жены 1-го ранга, буквально «драгоценная жена») — наложница танского императора Сюань-цзуна. Героиня поэмы китайского поэта Бо Цзюйи «Вечная печаль» (кит. трад. 長恨歌, пиньинь cháng hèn gē) и множества других произведений.
Настоящее имя танской наложницы — Ян Юйхуань, что означает «Нефритовое колечко». В период даосского монашества носила имя Тайчжэнь (кит. 太真), была известна как одна из четырёх красавиц древнего Китая.
Ян Юйхуань сначала стала наложницей танского «принца» Шоу-вана (кит. 寿王), одного из сыновей императора Сюань-цзуна — Ли Мао. А позже её полюбил и сделал своей сам император. Во время восстания Ань Лушаня Сюань-цзун был вынужден бежать из столицы и, по настоянию охраны, велел задушить возлюбленную – на её семью возложили вину за бедствия в стране. Также казнили кузена-канцлера Ян Гочжуна с сыном.

## Ранние годы

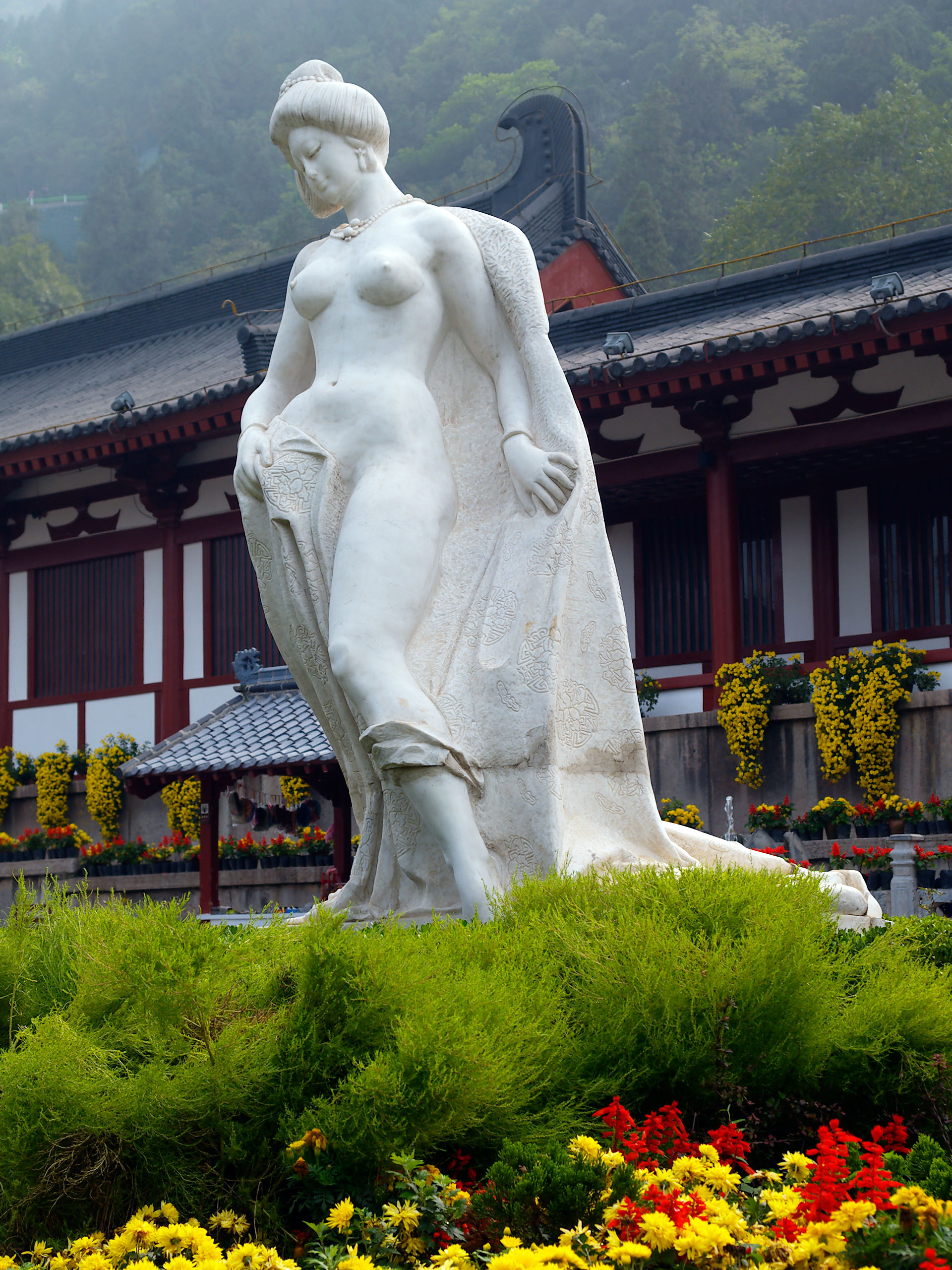
Современная скульптура, изображающая Ян-гуйфэй на Термальных источниках Хуацин, близ Сианя.

Ян Юйхуань родилась в 719 году во времена династии Тан, в начале царствования императора Сюань-цзуна. Её прапрадед Ян Ван (кит. 杨汪) был одной из ключевых фигур во время правления императора Суй Ян-ди и после падения династии Суй служил одному из претендентов на престол. Был убит, когда проходил процесс становления династии Тан. Ян Ван происходил из Вэйнаня (Шаньси), но его семья впоследствии переехала в Юнлэ (кит. 永乐, современный Юньчэн, Шаньси). Отец, Ян Сюаньянь (кит. 杨玄琰), служил переписчиком в префектуре Шу (кит. 蜀州), в современном Чэнду, провинция Сычуань, куда семья отправилась вместе с ним. В семье было четыре дочери. Ян рано осталась сиротой и, поэтому, в отличие от большинства современниц, раньше сумела осознать себя личностью. Воспитываясь в богатом доме дяди, она получила прекрасное образование, научилась писать стихи, петь и играть на музыкальных инструментах, ездить верхом, играть в шахматы и конное поло.

## Образ Ян-гуйфэй в культуре
Начиная с первого в китайской литературе известного использования в поэме Бо Цзюйи «Вечная печаль», образ Ян-гуйфэй становится классическим, вдохновившим авторов ряда других произведений, рассматривающих её судьбу с различных точек зрения. Встречаются как версии, принимающие её как основную виновницу собственной гибели, так и симпатизирующие героине, использованной императорской властью в качестве «козла отпущения».
Наряду с «Повестью о бесконечной тоске» (806/807 г.) современника Бо Цзюйи — Чэнь Хуна и «Историей наложницы Мэй», приписываемой танскому писателю Цао Е, Ян-гуйфэй является действующим лицом новелл сунских авторов Цинь Чуня (XI в.) «Записки о горе Ли-шань», «Записки о тёплом источнике» («Чжан Юй встречает Ян Тайчжэнь») и Юэ Ши (930—1008) «Ян Гуйфэй» («Частное жизнеописание Ян Тайчжэнь»), а также пьесы великого драматурга эпохи Юань Бо Пу (XIII в.) «Дождь в платанах» («Ян-гуйфэй утром вкушает ароматные плоды личжи, танский государь осенней ночью слушает шум дождя в платанах») и др.
Довольно рано, не позднее X столетия, образ Ян-гуйфэй проникает и в Японию (в японском варианте произношения тех же иероглифов «Ёкихи»), где, в частности, становится одним из источников, вдохновивших классический роман «Повесть о Гэндзи» (начинающийся с рассказа об обречённой любви императора и его наложницы Кирицубо, которая сравнивается с Ян). Традиционная японская трактовка несколько отличается от китайской, утверждая, что Ёкихи не была задушена, а спаслась, убежала в Японию и дожила свою жизнь там. Образ Ёкихи использовался драматургами различных театральных жанров; пьеса XV века драматурга Компару Дзэнтику вошла в классический репертуар театра но.

### В литературе
- Ли Бо (701—762)
- Ду Фу (712—770)
- Бо Цзюйи (772—846), поэма «Вечная печаль» / «Песнь о бесконечной тоске» (《長恨歌》), 806-807 гг.
- Чэнь Хун (современник Бо Цзюйи, точные годы жизни неизвестны), Changhen Kezhuan (長恨歌傳)
- Неизвестный автор танского (VIII—X вв.) или, возможно, сунского (X—XIII вв.) времени — новелла «История наложницы Мэй[англ.]» / «Повесть о наложнице Мэй»[кит.] («Мэй-фэй чжуань», 《梅妃傳》)

— на русском яз.:
- - Неизвестный автор. Повесть о фаворитке Мэй / Пер.с кит. О. Л. Фишман // Танские новеллы / Пер. с кит., послесл. и примеч. О. Л. Фишман. — М.: Изд-во АН СССР, 1955. — 228 с. — С. 149-56. («Литературные памятники»)
  - То же: Цао Е. Повесть о фаворитке Мэй / Пер. О. Фишман // Танские новеллы / Пер. с кит. О. Фишман и А. Тишкова. — М.: Гос. изд-во худож. литературы, 1960. — 252 с. — С.213-220.
  - Неизвестный автор. Наложница Мэй / Пер. с кит. А. П. Рогачёва // Нефритовая Гуаньинь: Новеллы и повести эпохи Сун: X—XIII вв. — М.: Художественная литература, 1972. — 256 с. — С.54-60.

Традиция относит «Повесть о наложнице Мэй» к танским произведениям — так она издавна трактовалась большинством авторитетных китайскиx исследователей и в таком качестве в цинское время была включена Чэнь Ши-си (陳世熙, XVIII—XIX вв.) в его свод «Тан жэнь шо хуэй» (唐人說薈, «Изобилие танских рассказов», — наиболее полное собрание танской повествовательной прозы). При этом некоторые исследователи относительно новеллы высказывали самые разные гипотезы — в частности, её авторство, приписывалось поэту Цао Е (曹鄴, 816-?875/?878), а время создания сдвигалось к Южной Сун (1127—1279).
- Юэ Ши (930—1008), новелла «Неофициальная биография Ян Тайчжэнь» / «Частное жизнеописание Ян Тай-чжэнь» («Ян Тайчжэнь Вайчуань», 《楊太真外傳》, «Yáng Tàizhēn Wàichuán»[6])
  -  — на русском яз.: Лэ Ши. Ян Гуйфэй / Пер. с кит. А. П. Рогачёва // Нефритовая Гуаньинь: Новеллы и повести эпохи Сун: X—XIII вв. — М.: Художественная литература, 1972. — 256 с. — С.13-40.
- «Танская трилогия» приключенческих романов Элеанор Куни и Даниэля Алтиэри «The Court of the Lion» (ISBN 0-87795-902-1)
- Фигурирует в романе современного русского писателя Мастера Чэня (Д. Е. Косырева) — «Любимая мартышка дома Тан», 2006 (ISBN 5-98695-025-9).
- Гай Гэвриел Кей, в романе Under Heaven, 2010 (ISBN 978-0-451-46330-2)
- Эпизод смерти героини использован в уся-романе Лян Юйшэна Datang Youxia Zhuan.

### Фильмы
- «Ёкихи», также «Ян-гуйфэй», «Императрица Ян-гуйфэй» или «Принцесса Ян-гуйфэй» — японский фильм 1955 года режиссёра Кэндзи Мидзогути, в главной роли Матико Кё. Несмотря на японскую съёмочную и актёрскую группу (за исключением сопродюсера Шао Жэньлэна и соавтора сценария Тао Циня[кит.]), фильм придерживается китайской трактовки истории.
- «Великая наложница» или «Ян-гуйфэй» — гонконгский фильм 1962 года режиссёра Ли Ханьсяна, в главной роли Ли Лихуа (также продюсирован Шао Жэньлэном).
- «Lady of the dynasty (фильм)», также «Ян-гуйфэй» — китайский фильм 2015 года, в главной роли Фань Бинбин.

### Телесериалы
- Госпожа Ян (楊貴妃) — гонконгский сериал 1976 года, в главной роли — Лина Ян
- Ян-гуйфэй (楊貴妃) — тайваньский сериал 1985 года
- Император Мин Танской династии (Tang Ming Huang, 唐明皇) — китайский телесериал 1990 года, в главной роли — Ян Юхуань.
- Легенда о госпоже Ян (楊貴妃) — гонконгский телесериал 2000 года, в главной роли — Энн Хеунг
- Лотосовый парк империи Тан (Da Tang Fu Rong Yuan, 大唐芙蓉园) — китайский телесериал 2007 года (30 серий), в главной роли — Фань Бинбин
- Тайная история Ян-гуйфэй (楊貴妃秘史) — китайский телесериал 2010 года, в главной роли — Инь Тао (49 серий)

### Изобразительное искусство

#### Галерея

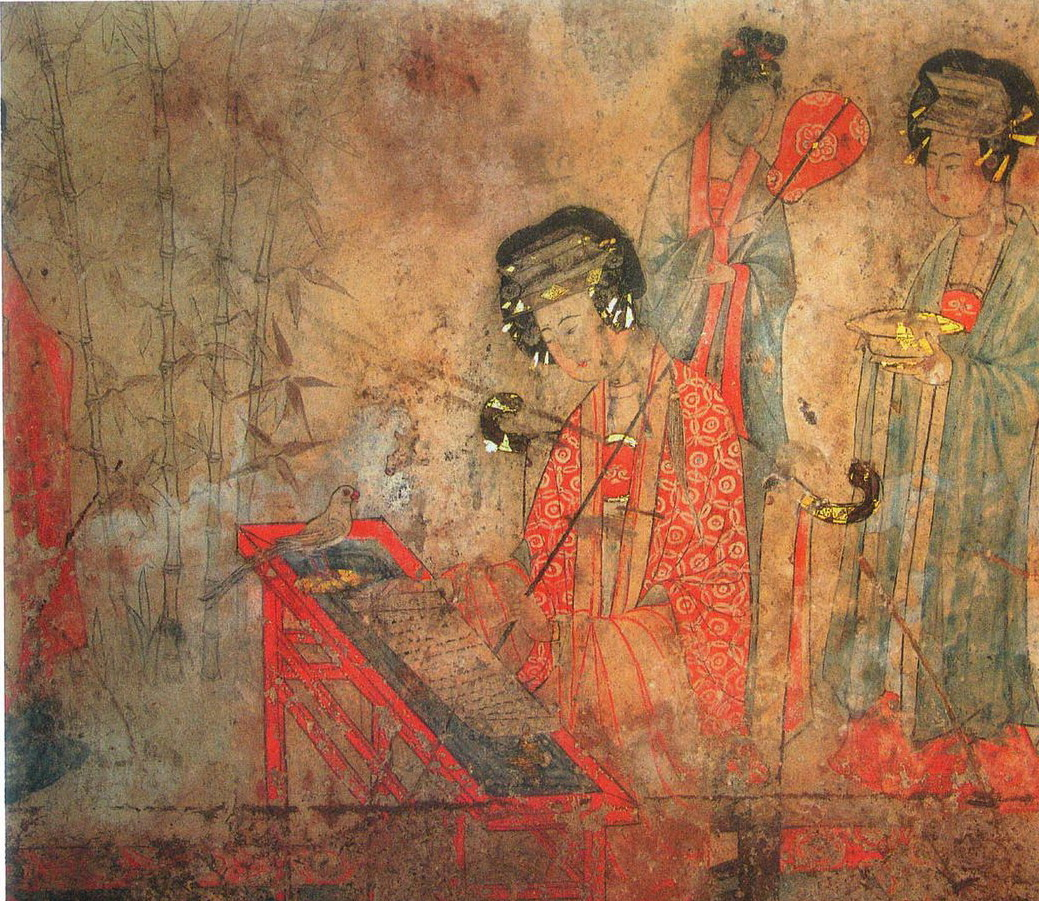
Неизвестный художник. «Ян Гуйфэй учит попугая повторять сутры», настенная роспись погребения династии Ляо (907—1125) в Баошане[кит.]. Музей Ар-Хорчин-Ци[кит.], Чифэн, Внутренняя Монголия, КНР
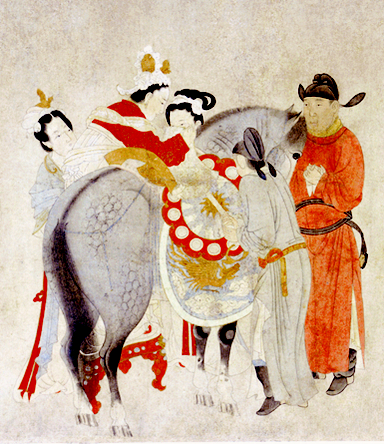
Цянь Сюань (1235—1305, приписывается). «Ян Гуйфэй садится на коня» (возможно по мотивам Хань Ганя, ок.706—783). Деталь горизонтального свитка; бумага, тушь, краски; h=29,5 см[7]; Галерея Фрира, Вашингтон